# Roko Prkačin
Roko Prkačin (* 26. November 2002 in Zagreb) ist ein kroatischer Basketballspieler.

## Laufbahn
Der Sohn des früheren kroatischen Basketball-Nationalspielers Nikola Prkačin wurde bei KK Cibona Zagreb im Laufe der Saison 2018/19 erstmals in der Herrenmannschaft in der ersten kroatischen Liga eingesetzt. Im Spieljahr 2019/20 erzielte er bereits 11,5 Punkte je Begegnung.
Im Juli 2022 wurde er vom spanischen Erstliga-Aufsteiger Bàsquet Girona verpflichtet. 2023 wechselte der Kroate innerhalb Spaniens zum CB Gran Canaria. Bei der Mannschaft blieb er Ergänzungsspieler und erzielte während der Saison 2023/24 in 22 Einsätzen in der Liga ACB im Durchschnitt 2,5 Punkte je Begegnung.
Prkačin setzte seine Laufbahn 2024 beim französischen Erstligisten JSF Nanterre fort.

### Nationalmannschaft
Bei der U18-Europameisterschaft in Novi Sad im August 2018 führte er Kroatien zum Titelgewinn und wurde als bester Spieler des Turniers ausgezeichnet, nachdem er 18,6 Punkte sowie 10,9 Punkte pro Spiel erzielt hatte. Einen Tag nach seinem 18. Geburtstag bestritt er im November 2020 sein erstes A-Länderspiel und erzielte im EM-Qualifikationsspiel gegen die Türkei sechs Punkte. Er war damit nach Roko Leni Ukić der zweitjüngste Debütant in der Geschichte der kroatischen Nationalmannschaft.